# Saint-Aupre
Saint-Aupre is een gemeente in het Franse departement Isère (regio Auvergne-Rhône-Alpes). De plaats maakt deel uit van het arrondissement Grenoble. Saint-Aupre telde op 1 januari 2022 1.200 inwoners. 

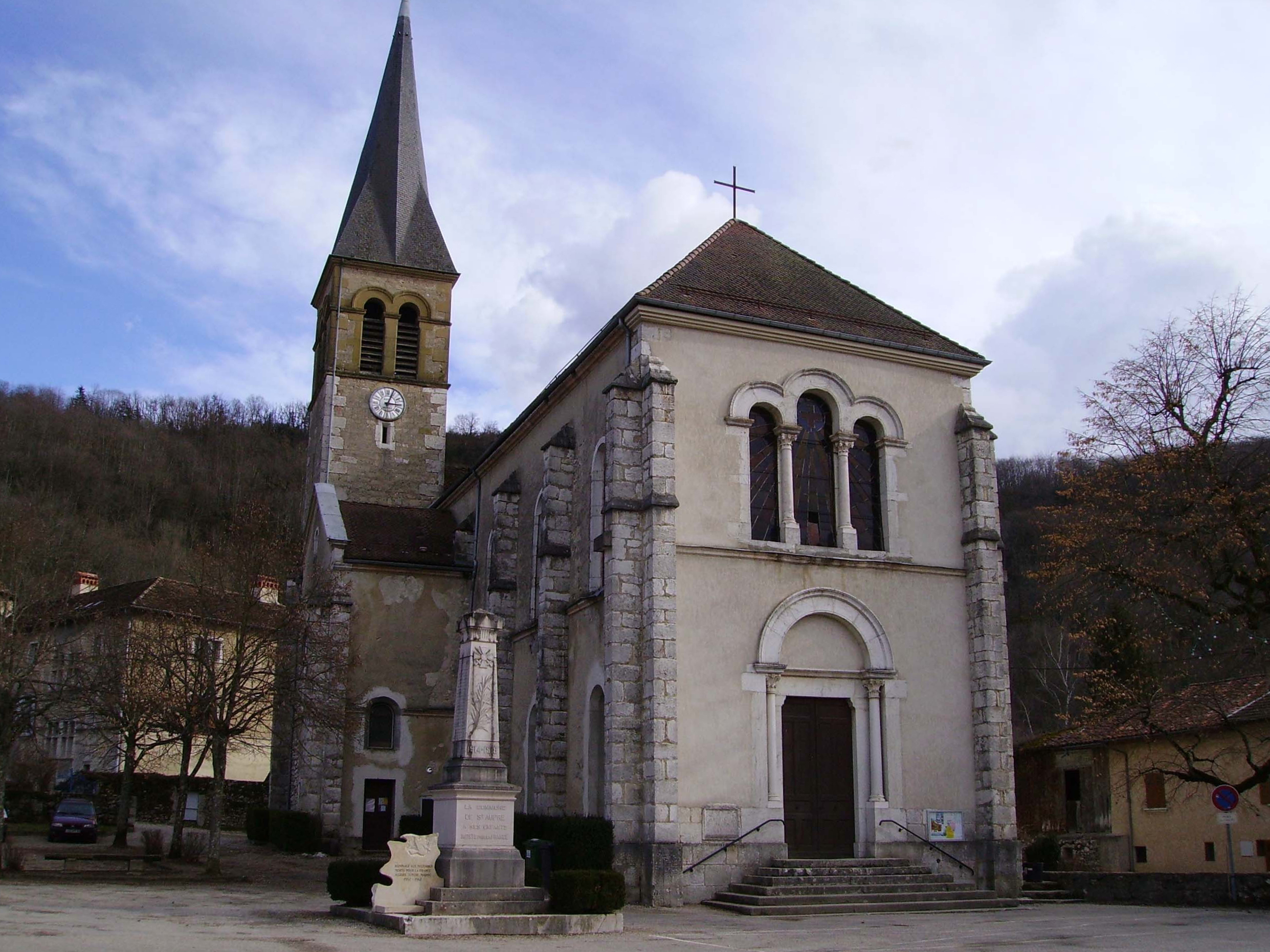
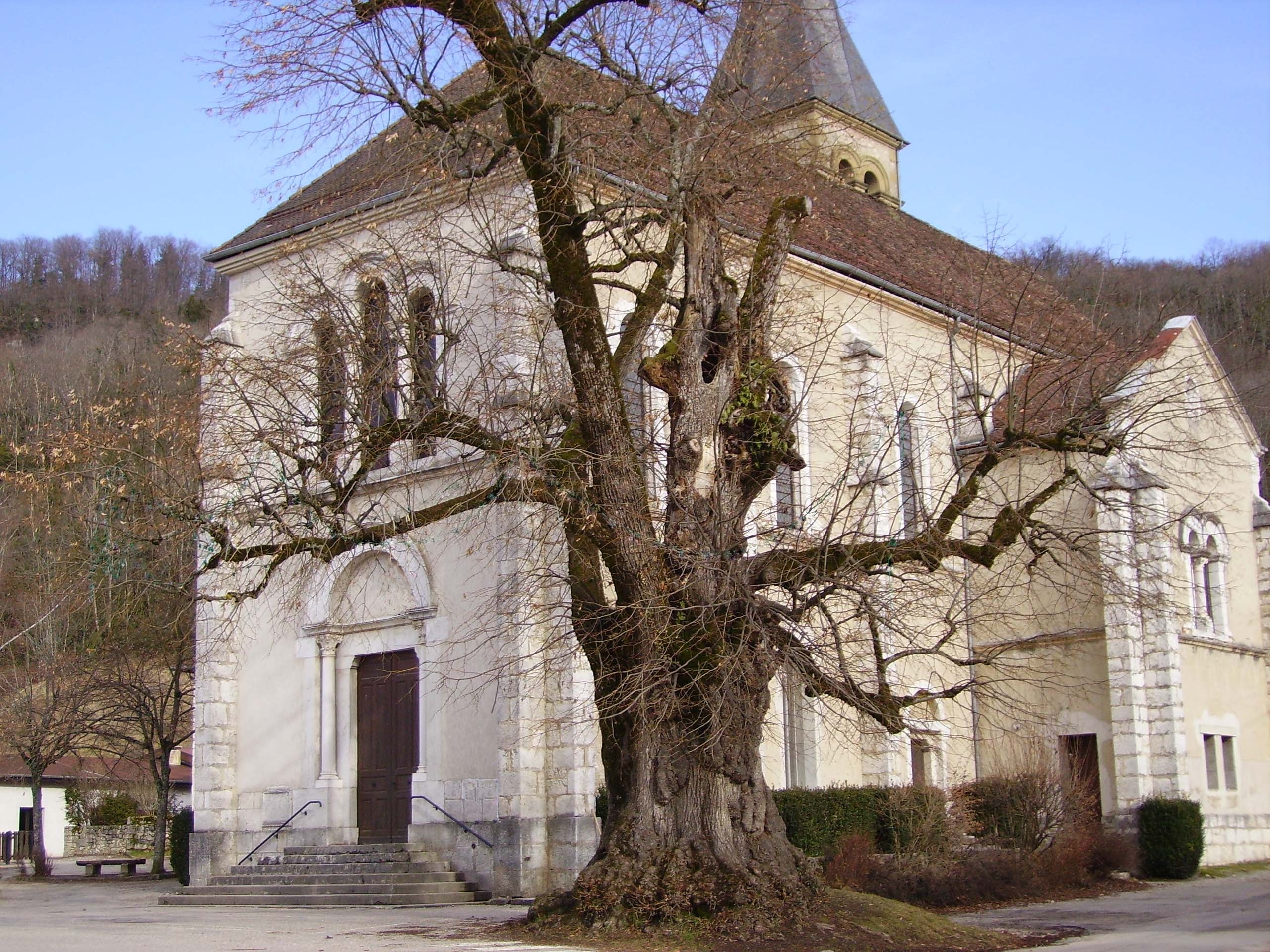

## Geografie
De oppervlakte van Saint-Aupre bedroeg op 1 januari 2022 11,93 vierkante kilometer; de bevolkingsdichtheid was toen 100,6 inwoners per km².

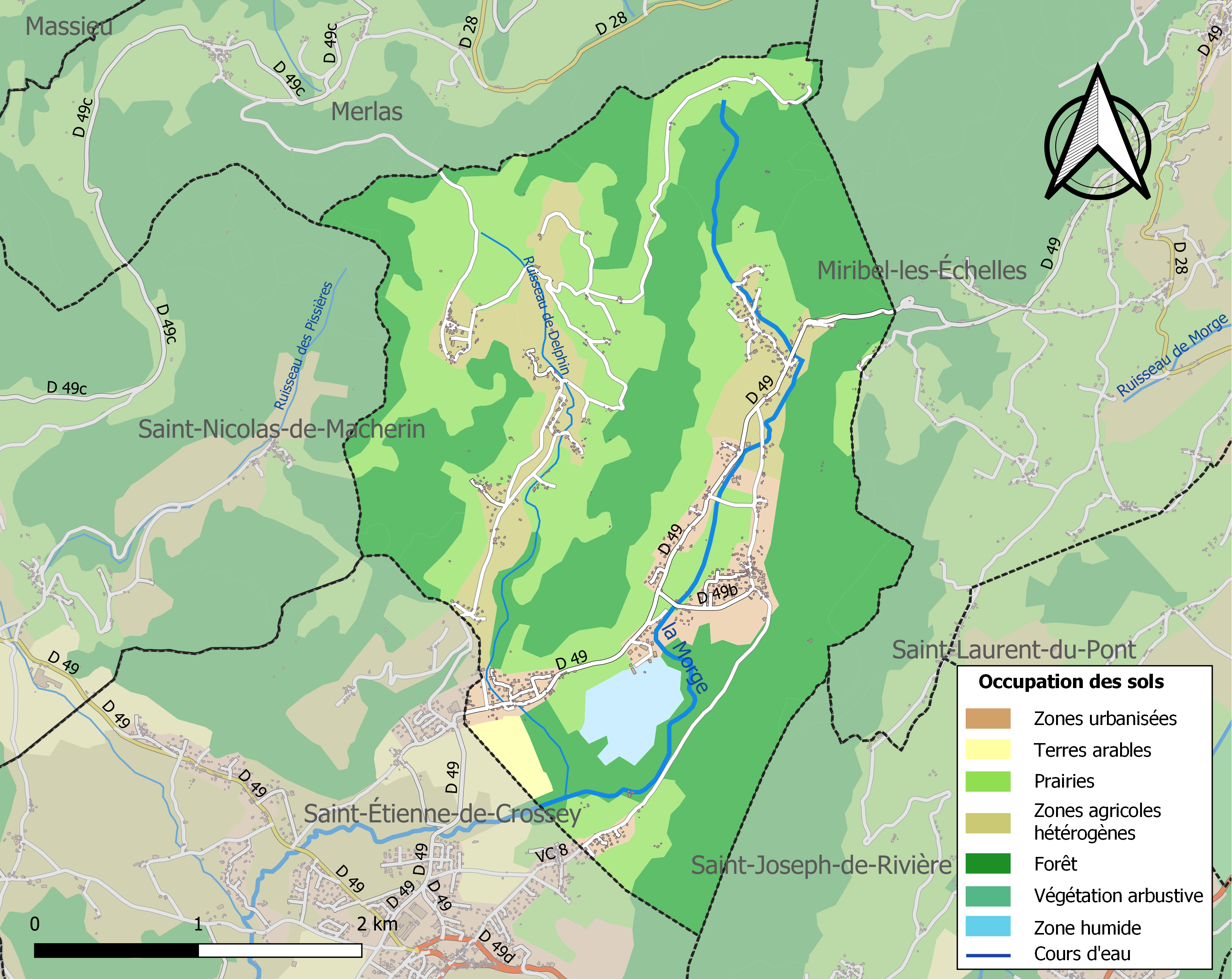
Kaart van de gemeente met de belangrijkste infrastructuur, bodemgebruik en omliggende gemeenten

## Demografie
Onderstaande figuur toont het verloop van het inwonertal (bron: INSEE-tellingen).